# Mesotrófico
Mesotrófico (ou mesotrofia), do grego: τροφή, trophē, alimento ou nutrição, é a designação dada aos ecossistemas, em geral lacustres ou lagunares, que apresentam um estado trófico intermédio entre as situações de baixo teor em nutrientes (oligotrofia) e de grande enriquecimento em nutrientes (eutrofia). Quando aplicado a solos, significa que aqueles tem um nível moderado a alto de nutrientes N, P e K.
Os lagos mesotróficos são geralmente de águas claras com níveis intermédios de nutrientes vegetais em solução e com vegetação submersa nas zonas de baixa profundidade.
Embora existam múltiplas formas de classificação, a OCDE adopta os seguintes limiares:
| Fósforo total mg/m3        | <10,0 | 10,0 – 50,0 | >50,0 |
| Biomassa clorofilina mg/m3 | <2,5  | 2,5 – 15,0  | >15,0 |